# Lechea intermedia
Lechea intermedia là một loài thực vật có hoa trong họ Nham mân khôi. Loài này được Legg. mô tả khoa học đầu tiên năm 1889.

## Hình ảnh

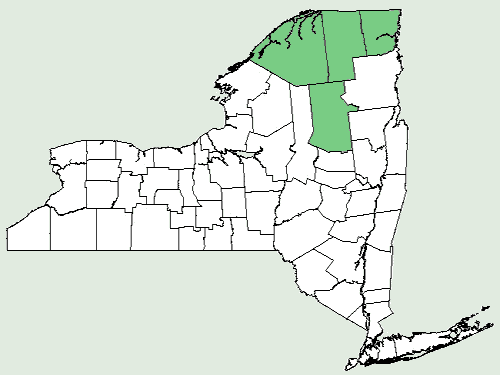